# Epimeria cornigera
Epimeria cornigera är en kräftdjursart som först beskrevs av Fabricius 1779.  Epimeria cornigera ingår i släktet Epimeria och familjen Epimeriidae. Arten är reproducerande i Sverige. Inga underarter finns listade i Catalogue of Life.